# Plaça del Dolmen (Campmany)
La plaça del Dolmen és un espai d'obra popular aixecat durant la dècada dels 70. Se situa al sud-est del nucli urbà de Campmany.

## Descripció
Situada dins del nucli urbà de la població de Campmany, a la banda de migdia del nucli antic de la vila, delimitada pel carrer Vilarnadal i la carretera a Vilajuïga. Plaça de planta semicircular delimitada per una tanca i situada davant l'antic recinte emmurallat de la població. Està enjardinada i presenta un paviment fet de graves volcàniques de color grana. La reproducció d'un dolmen al bell mig del recinte dona el nom a l'element.

## Notícies històriques
L'aixecament d'aquesta plaça data d'època molt recent, la dècada dels 70. Els dolmens que hi trobem, i que donen el nom a la plaça, fan al·lusió a la riquesa d'aquesta zona pel que fa a monuments megalítics.